# Signo de Carnett
El signo de Carnett es una maniobra de exploración médica que se realiza en caso de dolor abdominal. Cuando el resultado es positivo indica la existencia de un síndrome de atrapamiento del nervio cutáneo abdominal (Abdominal Cutaneous Nerve Entrapment Syndrome o ACNES).

## Descripción
El primer paso consiste en colocar al paciente en situación de decúbito supino y presionar sucesivamente diferentes puntos en los bordes externos de los músculos rectos anteriores del abdomen. Si se identifica un punto doloroso, se realiza en el mismo una presión constante con un dedo mientras se pide al paciente que trata de incorporarse levemente, con esta maniobra se tensan los músculos abdominales. El signo es positivo cuando el dolor se mantiene sin cambios o aumenta de intensidad al realizar la citada maniobra. En cambio si el dolor desaparece el resultado es negativo.

## Historia
La primera descripción fue realizada en 1926 por el cirujano estadounidense John Berton Carnett.